# Polydictya basalis
Polydictya basalis är en insektsart som beskrevs av Gutrin-mtneville 1844. Polydictya basalis ingår i släktet Polydictya och familjen lyktstritar. Inga underarter finns listade i Catalogue of Life.